# رأس مروي
رأس مروي، أو رأس أغسطس من موري هو رأس برونزي أكبر من الحجم الطبيعي تم العثور عليه في موقع مروي النوبي القديم في السودان. حظي بإعجاب لفترة طويلة بسبب مظهره الرائع وأبعاده المثالية، وهو الآن جزء من مجموعة المتحف البريطاني.
- بلاكاس قميو